# NGC 18
NGC 18 је двојна звезда у сазвежђу Пегаз која се налази на NGC листи објеката дубоког неба.
Деклинација објекта је + 27° 43' 56" а ректасцензија 0h 9m 23,0s. Привидна величина (магнитуда) објекта NGC 18 износи 14,4.